# Chilkat-ogrtači
Chilkat-ogrtači, vrsta odjeće Tlingit Indijanaca, rađene od vune planinske koze i unutarnje kore cedrovog drveta. Chilkati se prvenstveno proizvode kod pripadnika plemena Chilkat s ušća istoimene rijeke u jugoistočnoj Aljaski, i čest je artikl trgovine sa susjednim plemenima. Chilkat ogrtače pletu žene, a odlikuju se simetričnim dizajnom i simbolima konvencionalnih totemskih životinja. Oni znaju dostizati visoke cijene, a najljepši primjerci nalaze se muzejima. Od plemena Chilkat, putem kontakata prodro je i u druga područja Sjeverozapadnog obalnog kulturno područja, kao među Indijance Tsimshian, Kwakiutl i Haida.

## Vanjske poveznice
- Chilkat Blankets (slike)